# ダイ&チャッピーのワールドトップ40
『ダイ&チャッピーのワールドトップ40』（ダイアンドチャッピーのワールドトップフォーティ）は、ラジオ日本で2005年のナイターオフシーズンに放送していた音楽番組である。

## 番組の内容
1972年から1986年まで同局で放送していた『全米トップ40』の復活版である。1965年から1984年までのアメリカの年間チャート40位から1位をカウントダウン形式で発表している。また、11位まで発表した後は、その年の日本の世相、音楽を振り返るコーナー「あの頃、あなたは…」がある。5年間のチャート（たとえば、1969年のチャート）を発表し終えると、次の回は、発表した5年間にトップ40に入れなかった有名な曲、注目の曲を紹介する。当初の予定では、1984年までの年間チャートを放送する予定だったが、編成の都合上、1985年の年間チャートも放送した。

## 年間1位になった曲
- 1965年 Wooly Bully（Sam the sham & The Pharaohs）
- 1966年 The Balled of the Green Berets（Sgt Barry sadler）
- 1967年 いつも心に太陽を（ルル）
- 1968年 ヘイ・ジュード（ビートルズ）
- 1969年 シュガー・シュガー（アーチーズ）
- 1970年 明日に架ける橋（サイモン&ガーファンクル）
- 1971年 ジョイ・トゥ・ザ・ワールド（スリー・ドッグ・ナイト）
- 1972年 愛は面影の中に（ロバータ・フラック）
- 1973年 幸せの黄色いリボン（トニー・オーランド&ドーン）
- 1974年 追憶（バーブラ・ストライサンド）
- 1975年 愛ある限り（キャプテン&テニール）
- 1976年 心のラブ・ソング（ウイングス）
- 1977年 今夜きめよう（ロッド・スチュワート）
- 1978年 Shadow Dancing（アンディ・ギブ）
- 1979年 マイ・シャローナ（ザ・ナック）
- 1980年 コール・ミー（ブロンディ）
- 1981年 ベティ・デイビスの瞳（キム・カーンズ）
- 1982年 フィジカル（オリビア・ニュートン＝ジョン）
- 1983年 見つめていたい（ポリス）
- 1984年 ビートに抱かれて（When Doves Cry）（プリンス）
- 1985年 ケアレス・ウィスパー（ワム!）

## ディスクジョッキー
- 鈴木ダイ
- 山本さゆり

## 放送時間
金曜 19:30～21:15